# Rachat Älijew

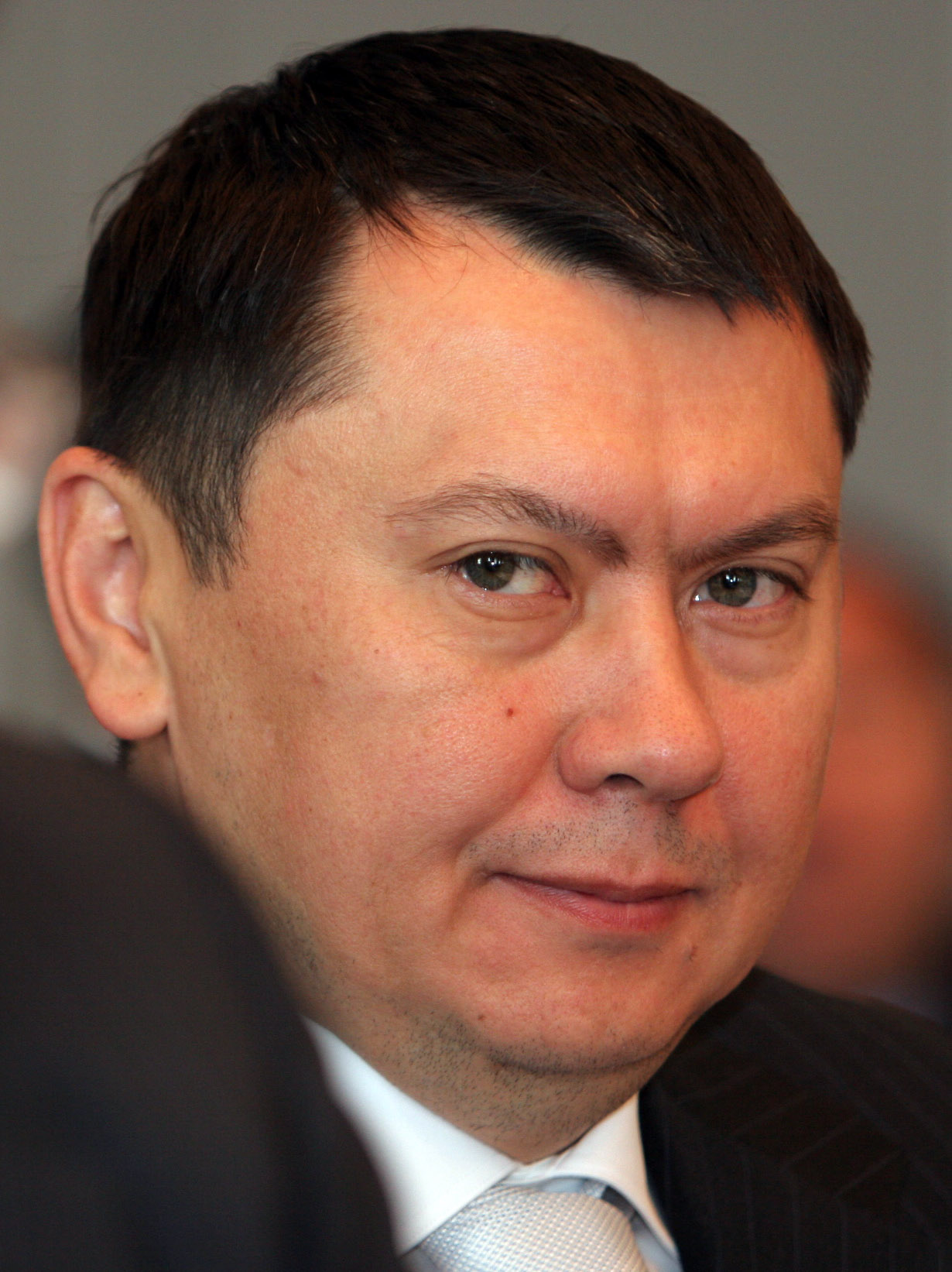
Rachat Älijew (April 2007)

Rachat Muchtaruly Älijew (kasachisch Рахат Мұхтарұлы Әлиев Rahat Mūhtarūly Äliev, russisch Рахат Мухтарович Алиев / Rachat Muchtarowitsch Alijew, englische Transkription Rakhat Mukhtaruly Aliyev; ab 2010 führte er den Namen seiner Ehefrau und nannte sich Shoraz; * 10. Dezember 1962 in Alma-Ata, Kasachische SSR, Sowjetunion; † 24. Februar 2015 in Wien, Österreich) war ein kasachischer Politiker und Diplomat. Er war von 2005 bis Februar 2007 Vize-Außenminister unter dem kasachischen Präsidenten Nursultan Nasarbajew, seinem Schwiegervater. Davor und danach war er Botschafter in Österreich. Im Mai 2007 kam es zum Bruch mit Nasarbajew. Kasachstan verlangte seither die Auslieferung Älijews, Österreichs Justiz lehnte sie ab.
Wegen des Verdachts auf Verwicklung in einen Doppelmord in seinem Heimatland saß Älijew in der Justizanstalt Wien-Josefstadt in Untersuchungshaft. Am 24. Februar 2015 wurde er erhängt in seiner Einzelzelle aufgefunden.

## Karriere unter Nasarbajew
Rachat Älijew, dessen Vater in den 1980er Jahren Minister in der Kasachischen Sowjetrepublik war, drang durch seine Heirat mit Darigha Nasarbajewa, der ältesten Tochter des kasachischen Präsidenten, in das Machtzentrum Kasachstans vor. Er war Mitgründer und Hauptaktionär der Nurbank, Chef der Steuerfahndung und stellvertretender Leiter des Geheimdiensts, bis er im November 2001 überraschend zurücktreten musste. Nachdem es Gerüchte über einen möglichen Putsch gab, wurde Älijew 2002 als kasachischer Botschafter nach Österreich entsandt. Nach seiner Rückkehr nach Kasachstan 2005 bekleidete er das Amt des Vize-Außenministers, bevor er 2007 erneut als Botschafter nach Österreich geschickt wurde.

## Mordverdacht und Flucht
Die Ankunft Älijews in Österreich erfolgte im Februar, nur wenige Tage nach dem spurlosen Verschwinden zweier Nurbank-Manager am 31. Januar 2007. Ab Mitte Mai 2007 ermittelten die kasachischen Behörden wegen Entführung, auch gegen Älijew.
Am 26. Mai 2007 wurde Älijew als Botschafter abgesetzt, Ende Mai ein Haftbefehl erlassen und Österreich ersucht, den Verdächtigen auszuliefern. Ein Wiener Gericht lehnte im August 2007 den Auslieferungsantrag ab mit der Begründung, Älijew könne in Kasachstan kein faires Verfahren erwarten. Es stellte sich damit hinter Älijew, der in einem Interview Anfang Juni das Verfahren als rein politisch motiviert bezeichnet hatte. Es handle sich um die Rache für seine Bemühungen um das Präsidentenamt und dafür, dass er sich geweigert habe, Unternehmensanteile an den Präsidenten und seine Gefolgschaft zu überschreiben. Älijew erhielt Asyl und ließ sich in einem niederösterreichischen Dorf nieder.
Am 17. Januar 2008 wurde er in Abwesenheit von einem kasachischen Gericht wegen Gründung einer mafiösen Vereinigung zu 20 Jahren Haft verurteilt, ein weiteres Mal wurde eine Auslieferung durch die kasachischen Behörden beantragt. Nur zwei Monate später wurden Älijew und der ehemalige Geheimdienstchef Älnur Mussajew wegen Planung eines Staatsstreiches zu weiteren 20 Jahren Straflager verurteilt. Nach Informationen des Bundesamtes für Verfassungsschutz und Terrorismusbekämpfung ereigneten sich zwischen Juli und September 2008 insgesamt drei Entführungsversuche gegen Mussajew und Wadim Koschljak, einen Vertrauten Älijews, die vom kasachischen Geheimdienst KNB finanziert und organisiert wurden. Infolgedessen wurde ein in die Entführungsversuche verwickelter kasachischer Diplomat aus Österreich abgezogen. Im Juli 2009 setzte der Nationalrat einen Untersuchungsausschuss ein, als es Gerüchte gab, wonach Abgeordnete vom kasachischen Geheimdienst beeinflusst wurden.
Im August 2010 wurden Älijew die Bildung einer kriminellen Vereinigung und Geldwäsche in Österreich vorgeworfen. Im Januar 2011 begannen auch deutsche Behörden, gegen ihn wegen Geldwäsche zu ermitteln. Kurze Zeit später wurde ihm von einer Berliner Anwaltskanzlei Folterung und Misshandlung zweier Kasachen vorgeworfen. Den österreichischen Behörden wurde von mehreren Seiten Untätigkeit im Fall Älijew vorgeworfen. Schon seit 2010 soll sich Älijew auf Malta unter dem Namen ‚Shoraz‘ aufgehalten haben, dem Nachnamen seiner zweiten Ehefrau, einer ehemaligen Mitarbeiterin der kasachischen Botschaft in Wien. Auf diesen Namen hatte er bereits 2009 einen österreichischen Fremdenpass von der Bezirkshauptmannschaft in Horn erhalten, der ihm Ende 2013 entzogen wurde.
Am 18. Mai 2011 wurden auf einem ehemaligen Firmengelände Älijews die Leichen der beiden Bankmanager gefunden. Am 16. Juni 2011 wurde auch der zweite Auslieferungsantrag Kasachstans vom Landesgericht für Strafsachen Wien abgelehnt, was später unter anderem durch die Generalprokuratur beim Obersten Gerichtshof kritisiert wurde. Im Juli 2011 begann auch die österreichische Justiz, gegen Älijew wegen Geldwäsche und Mordes zu ermitteln. Im Dezember 2013 wurde Älijew in Kasachstan beschuldigt, den Mord an dem Oppositionspolitiker Altynbek Sarsenbajew Anfang 2006 in Auftrag gegeben zu haben. Im Februar 2014 kam eines der angeblichen Opfer Älijews, der kasachische Unternehmer Rafik Sotkimbajew, wenige Tage vor seinem Auftritt bei einer geplanten Pressekonferenz durch einen Autounfall ums Leben.
Rachat Älijew wurde am 6. Juni 2014 bei der Einreise nach Österreich auf dem Flughafen Wien-Schwechat verhaftet. Gegen die Wiener Anwaltskanzlei des kasachischen Vereins Tagdyr, der die Interessen der Opfer vertrat und Zeugenaussagen gegen Älijew beschaffte, wurden in den folgenden Monaten schwere Vorwürfe erhoben. Die Justiz stufte den Verein als Tarnorganisation des kasachischen Geheimdienstes ein.
Ende Dezember 2014 wurde gegen Älijew Anklage wegen Mordes erhoben. Nach der Inhaftierung in der Justizanstalt Wien-Josefstadt soll er nach eigener Aussage von zwei Mithäftlingen erpresst worden sein.

## Tod

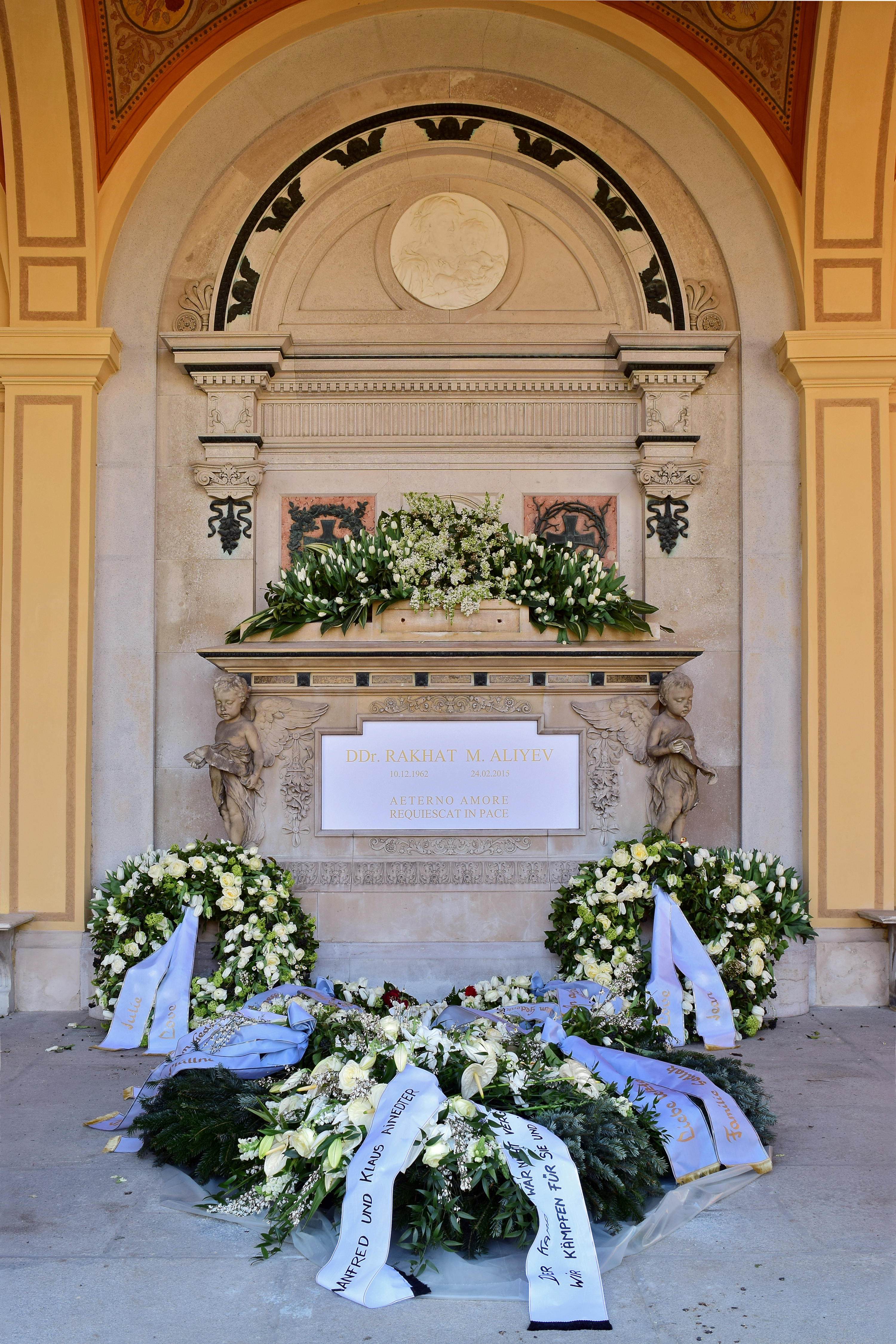
Älijews Gruft in den alten Arkaden am Wiener Zentralfriedhof

Älijew, der am 24. Februar 2015 bei einer Gerichtsverhandlung gegen „zwei ehemalige Zellengenossen, die den Kasachen erpresst und bedroht haben sollen“ aussagen sollte, starb in der Nacht zuvor in seiner Zelle in der Justizanstalt Wien-Josefstadt. Mehrere Indizien – Mullbinden, laut Überwachungskamera am Gang hatte er in der Nacht keinen Besuch in der Zelle, laut Sperrdokumentation der Tür wurde diese nachts nicht geöffnet – sprachen für Suizid. Klaus und Manfred Ainedter sowie Stefan Prochaska aus Älijews Anwaltsteam sahen hingegen keine Suizidgefahr, beschrieben ihn als „eher den Fighter“, bewerteten den Zeitpunkt des Todes als „höchst auffällig“ und erwarteten eine genaue Untersuchung. Älijew hatte von Schutzgelderpressung unter Mordandrohung durch Mitgefangene gesprochen, und dass der kasachische Geheimdienst genügend Agenten in Österreich habe, um ihn zu töten, und dass in Kasachstan 10 Millionen Euro Kopfgeld auf ihn ausgesetzt seien.
Älijew ist begraben in einer Gruft in den alten Arkaden des Wiener Zentralfriedhofs.

### Gutachten Brinkmann
Am 12. Dezember 2016 erklärte der deutsche Rechtsmediziner Bernd Brinkmann sein für Privat neu erstelltes Gutachten der Presse in Wien. Es basiert auf den Protokollen von zwei Obduktionen, berücksichtigt jedoch auch Fotos, die von der Leiche vor der Obduktion gemacht worden sind. Brinkmann erkennt auf den Bildern „blaue Flecken unterhalb der Strangmarke am Hals“, eine „sogenannte Perthes’sche Druckstauung“ und schließt daraus auf Burking, Töten durch Draufsetzen auf die Brust und Verschließen von Mund und Nase, also durch fremde Hand.
Brinkmann meint, der erste Gutachter (aus Wien) sei voreingenommen gewesen, weil vom Suizid überzeugt. Der zweite Gutachter (St. Gallen, CH) habe die Bilder nicht verwendet. Der Staatsanwalt wird bei den bisherigen Gutachtern Ergänzungen anfordern.

## Privatleben
Älijew heiratete 1983 Dariga Nasarbajewa, die Tochter des kasachischen Präsidenten. Aus dieser Ehe stammen die drei Kinder Nurali, Aisoultan und Venera. Die Ehe zwischen Älijew und Dariga Nasarbajewa wurde im Juni 2007 ohne seine Zustimmung geschieden.